# Биркс
Биркс (нем. Birx) — община в Германии, в земле Тюрингия.
Входит в состав района Шмалькальден-Майнинген. Подчиняется управлению Хоэ Рён. Население составляет 170 человек (на 31 декабря 2010 года). Занимает площадь 2,76 км².